# John Ross, 1. Baronet
Sir John Ross, 1. Baronet (* 11. Dezember 1853 in Derry; † 17. August 1935 in Dunmoyle Lodge, Sixmilecross, County Tyrone) war ein irischer Rechtsanwalt und der letzte Lordkanzler von Irland.

## Leben
John wurde am 11. Dezember 1853 als ältester Sohn von Robert Ross, Pfarrer der Fourth Presbyterian Church in Derry und dessen Frau Margaret geboren. Er besuchte die Model-School und das Foyle College in Londonderry, an dem gleichzeitig auch Percy French eingeschrieben war.
1873 schrieb er sich am Trinity College Dublin ein, wo er ab 1874 eine Sizar wurde, ein Studierender, der mit kostenlosen Mahlzeiten oder anderen Formen der Hilfe unterstützt wurde. 1876 wurde er der erste Studierende mit einem vollen Stipendium. 1877 schloss er seine Studien zum Bachelor ab, 1879 schließlich sein Studium der Rechtswissenschaften mit Erlangung des LL.B.
1878 war Ross der englischen Anwaltskammer Gray’s Inn beigetreten und erhielt 1879 seine Zulassung zu Gerichten in Irland. 1891 wurde er zum Kronanwalt (Queens Council, QC). 1893 wurde er Bencher des King’s Inn. Von 1892 bis 1895 war Mitglied des House of Commons für den Bezirk von Londonderry. Mit nur 43 Jahren wurde er 1896 zum Richter des High Court of Justice in Irland berufen.
1902 wurde Ross als Privy Council eingeschworen. 1921 folgte Ross James Campbell im Amt des Lordkanzler von Irland, dass er nach über 800-jähriger Tradition als letzter besetzte. Mit der Auflösung des Amts durch die Gründung des irischen Freistaats 1922 zog sich Ross nach London zurück, um später nach Nordirland zurückzukehren.
Nach einer 26-jährigen Karriere als Richter wurden nur zwei Urteile von Ross durch die Lordrichter aufgehoben. Neben seinen Tätigkeiten als Rechtsanwalt und Richter engagierte sich Ross in gemeinnützigen Aktivitäten. Während des Ersten Weltkriegs leitete er das Rote Kreuz in Südirland. Er wurde mehrfach durch den Malteserorden ausgezeichnet. Sportlich zeichnete sich Ross als Reiter und Schütze aus und war Captain des Royal Dublin Golf Club.
1882 heiratete Ross Katherine Mary Jeffcock, mit der er einen Sohn, Sir Ronald Deane Ross, 2. Baronet (1888–1958), und zwei Töchter hatte. Ross verstarb an einer Lungenentzündung am 17. August 1935 in der Dunmoyle Lodge in Sixmilecross, Tyrone.

## Ehrungen
1914 erhielt Ross einen Ehrendoktor des Trinity Colleges in Dublin. 1919 wurde er zum erblichen Baronet, of Dunmoyle in the County of Tyrone, geadelt.

## Schriften
- The Years of my Pilgrimage (1924).
- Pilgrim Scrip (1927).